# Keleke
Keleke ou Keleki est un village du Cameroun situé dans la commune de Méri, le département du Diamaré et la région de l'Extrême-Nord. 
Il dépend du Canton de Douroum.

## Localisation
Le village de Keleke est localisé à 10°40' N et 14° 06' E. Il se trouve à 697 m d'altitude.
IL se trouve sur la carte de Maroua sur la route de Maroua à Douvangar et puis suivre la piste auto vers Keleke.

## Population
Lors du dernier recensement de 2005, le village de Keleke comptait 411 habitants dont 203 de sexe masculin et 208 de sexe feminin.
En 1974, la population était de 279 habitants.